# Cuscuta suaveolens
Cuscuta suaveolens är en vindeväxtart som beskrevs av Nicolas Charles Seringe. Cuscuta suaveolens ingår i släktet snärjor, och familjen vindeväxter. Inga underarter finns listade i Catalogue of Life.